# Ivica Obrvan
Ivica Obrvan, né le 2 juin 1966 à Metković, est un ancien joueur de handball croate, reconverti entraîneur. Il est actuellement sélectionneur de l'équipe nationale féminine de Croatie et l'entraîneur du club féminin croate du ŽRK Podravka Koprivnica.

## Biographie
Formé au RK Metković, il rejoint en 1988 le RK Zagreb où il remporte deux Ligues des champions, deux Championnats de Yougoslavie et réalise cinq doublés Championnat-Coupe de Croatie. 
Dans la nouvelle équipe nationale de Croatie, il accumule 90 sélections, entre 1991 et 1996, décrochant une médaille d'or aux Jeux méditerranéens de 1993 puis une médaille de bronze au premier championnat d'Europe en 1994.
En 1996, il retourne au RK Metković et en devient l'entraîneur en 1999 tout en continuant à jouer jusqu'en 2001. Outre une victoire en Coupe de l'EHF (C3) en 2000, il parvient à briser la domination du RK Zagreb en remportant le Championnat de Croatie en 2000 (titre retiré) et deux Coupes de Croatie en 2001 et 2002. Par la suite, il réalise 6 campagnes en Ligue des Champions avec le club slovène Gorenje Velenje puis le RK Zagreb. En 2013 Macédoine.
En novembre 2014, il devient le premier entraîneur étranger du Chambéry Savoie Handball où il s'engage pour deux saisons et demie,,. Si en mai 2016, il prolonge son contrat jusqu'en 2019, une cassure se produit peu à peu entre Obrvan et son groupe : nommé adjoint en octobre 2017, Laurent Busselier passe de fait aux commandes lors des entrainement et des matchs, rendant inéluctable le départ d'Obrvan.
Le 17 février 2021, il est nommé sélectionneur de la Bosnie-Herzégovine en remplacement de Bilal Šuman. Quelques jours plus tard, il prend en parallèle le poste d'entraîneur du RK Zagreb à la suite du départ de Vlado Šola.
Le 3 novembre 2022, il est démis de ses fonctions d'entraîneur du club de Zagreb après des résultats jugés catastrophiques en Ligue des Champions.

## Palmarès de joueur

### En clubs
Compétitions internationales
- Vainqueur de la Ligue des champions (2) : 1992 et 1993
  - Finaliste en 1995
- Vainqueur de la Coupe de l'EHF (C3) (1) : 2000
  - Finaliste en 2001

Compétitions nationales
- Vainqueur du Championnat de Croatie (5) : 1992, 1993, 1994, 1995, 1996, 2000 (retiré[4])
- Vainqueur de la Coupe de Croatie (6) : 1992, 1993, 1994, 1995, 1996, 2001
- Vainqueur du Championnat de Yougoslavie (2) : 1989, 1991
- Vainqueur de la Coupe de Yougoslavie (1) : 1991

### En équipe nationale
- Médaille d'or aux Jeux méditerranéens de 1993
- Médaille de bronze au championnat d'Europe 1994

## Palmarès d'entraîneur

### En clubs
Compétitions internationales
- Vainqueur de la Coupe EHF (1) : 2000
  - Finaliste de la Coupe EHF (1) : 2001, 2009
- Ligue SEHA :
  - Troisième (1) : 2012

Compétitions nationales
- Championnat de Slovénie (1) : 2009
- Supercoupe de Slovénie (1) : 2009
- Championnat de Croatie (3) : 2000 (retiré[4]), 2011, 2012
- Coupe de Croatie (4) : 2001, 2002, 2011, 2012

### En équipe nationale
avec la  Macédoine
- 10e place au Championnat d'Europe 2014
- 8e place au Championnat du monde 2015
- 11e place au Championnat d'Europe 2016

### Distinctions
- élu meilleur entraîneur de handball de l'année en Croatie en 2000 et 2011

## Galerie

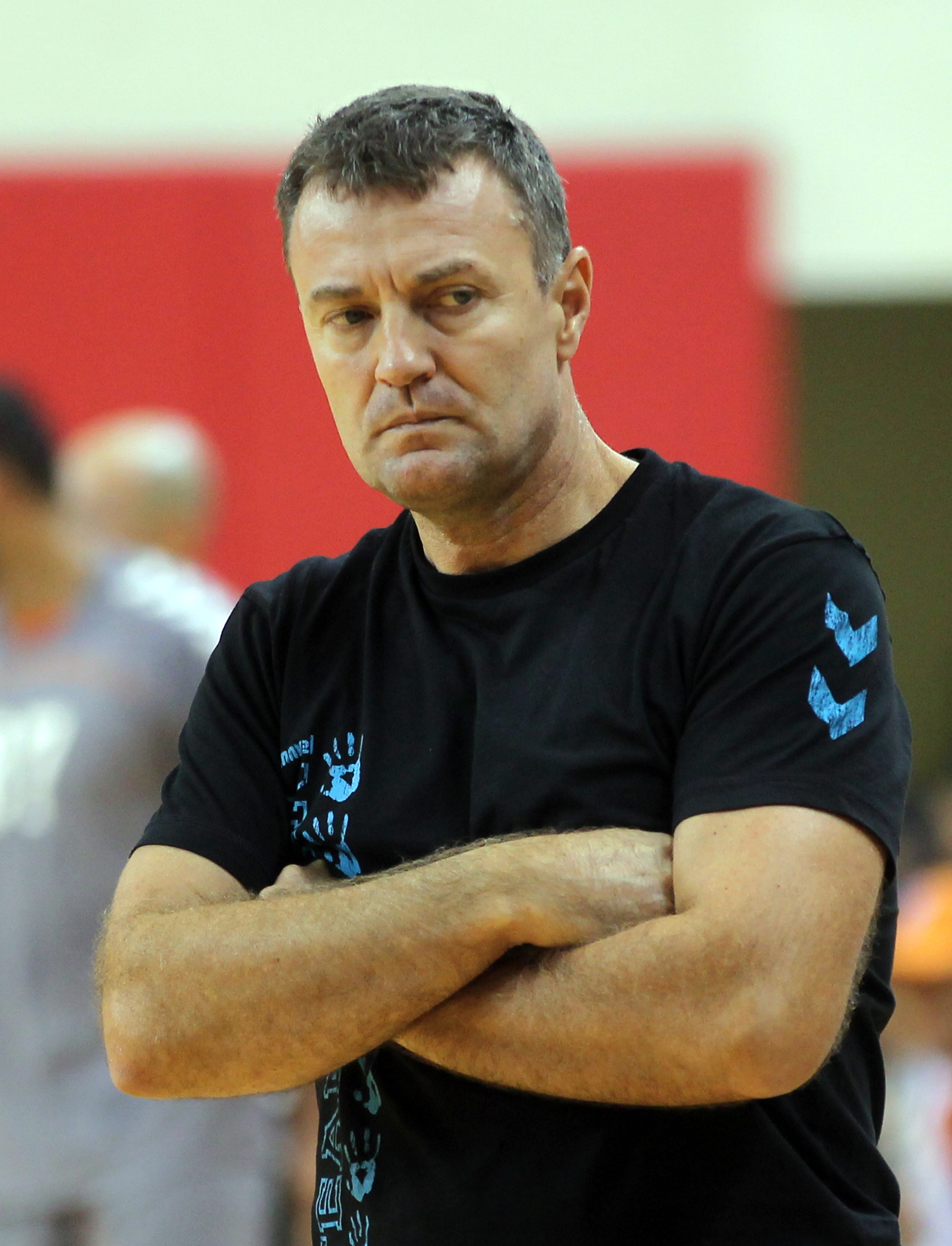
Ivica Obrvan en 2012.
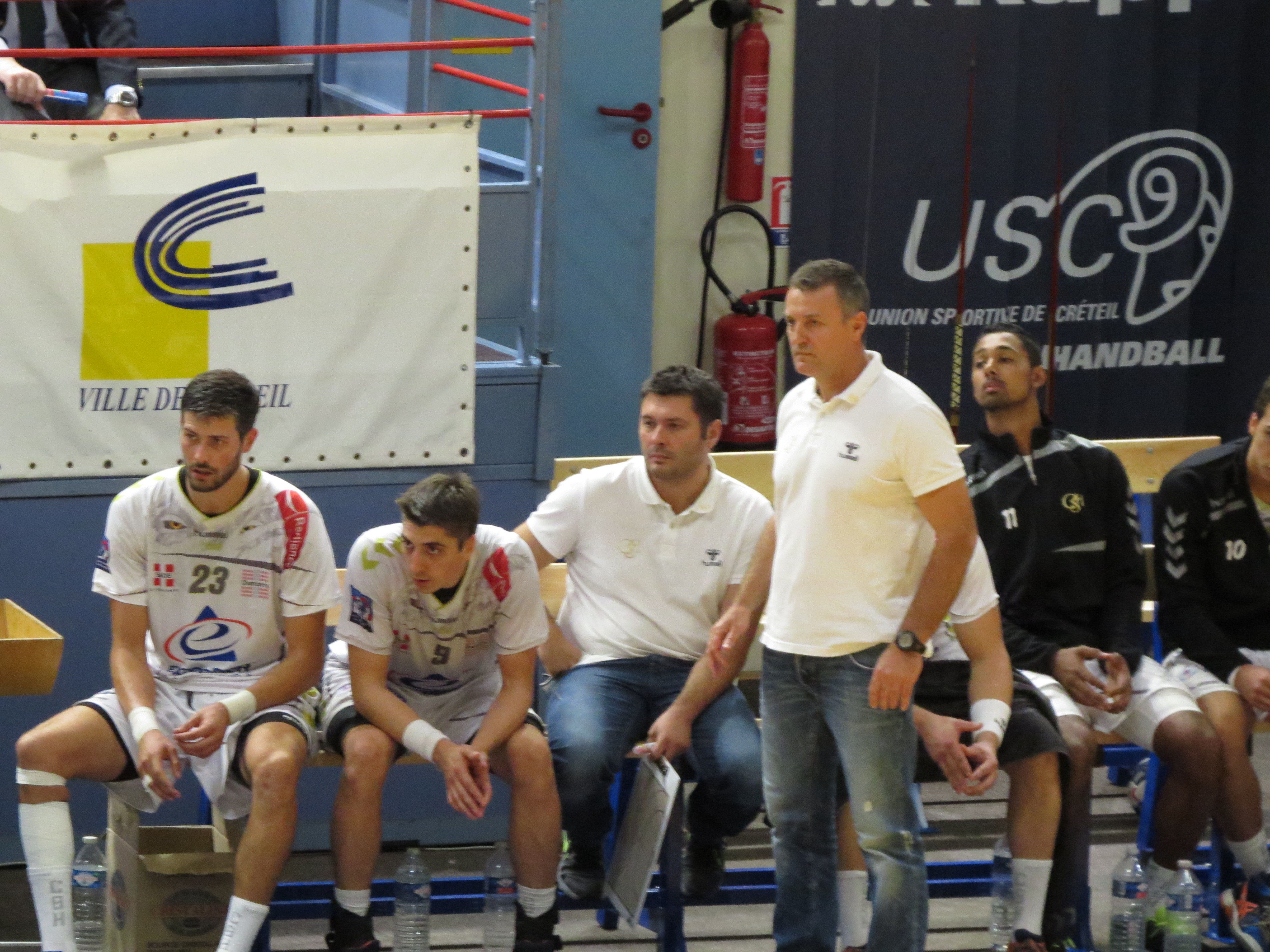
Ivica Obrvan en 2015.
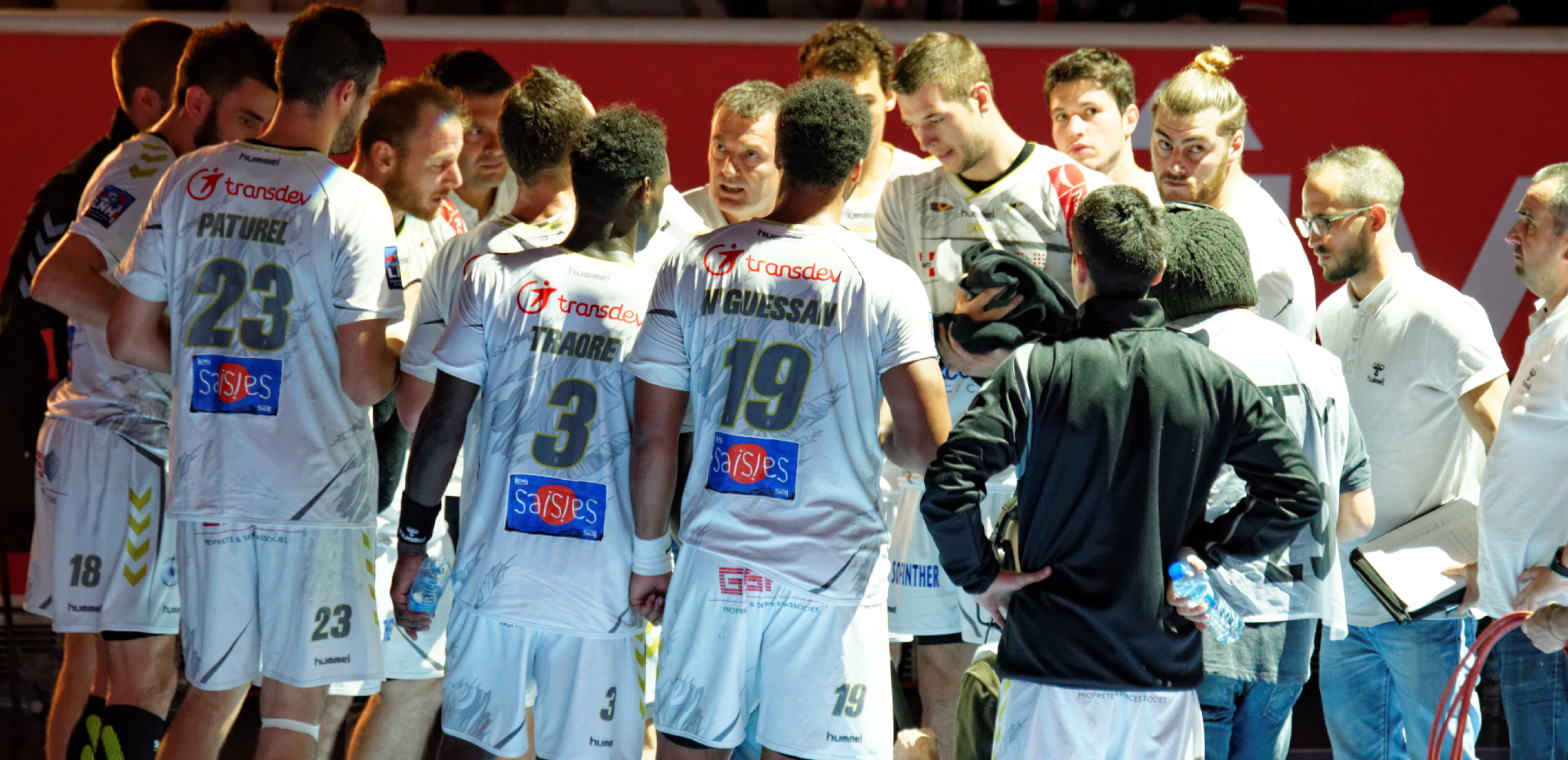
Ivica Obrvan au milieu de ses joueurs de Chambéry en 2015.